# 毛堌堆乡
毛堌堆乡是中国河南省商丘市睢阳区下辖的一个乡。

## 行政区划
毛堌堆乡下辖：南街村、北街村、常宋庄村、刘花园村、王老家村、宋王庄村、黄庄村、后张楼村、前张楼村、司集村、侯堂村、胡勋村、白腊元村、胡小庙村、靳店村、郭庄村、老贡庄村、黄楼村、刘楼村、大周楼村、闫庄村、南曹楼村、陈凤仪村、刘曹楼村。